# Trond Furuhovde
Trond Furuhovde (nascido em 22 de fevereiro de 1939 - falecido em 10 de maio de 2006 ) foi um major-general do Exército Norueguês, o Forsvaret.
Furuhovde foi chefe do corpo de observadores que monitorou o acordo de paz no Sri Lanka , o Sri Lanka Monitoring Mission (SLMM), por dois períodos (março de 2002 - 03 de fevereiro), chefe do Comando Distrital de Trøndelag (1996 - 1999), conselheiro do Delegação da ONU em Nova Iorque (1995-1996), Comandante da Força Interina das Nações Unidas no Líbano (23 de Fevereiro de 1993 - 1 de Abril de 1995) e Inspetor de Infantaria (1989-1993).
1. ↑  https://www.tamilnet.com/art.html?catid=13&artid=18086